# جيرسون أسيفيدو
جيرسون سانتوس دا سيلفا (بالبرتغالية: Gerson Santos da Silva‏) (20 مايو 1997 بلفورد روكسو البرازيل - ) هو لاعب كرة قدم برازيلي، يلعب كلاعب وسط.

## روابط خارجية
- جيرسون أسيفيدو على موقع الاتحاد الأوربي (الإنجليزية)
- جيرسون أسيفيدو على موقع إي إس بي إن إف سي (الإنجليزية)
- جيرسون أسيفيدو على موقع قاعدة بيانات كرة القدم.إي يو (الإنجليزية)
- جيرسون أسيفيدو على موقع ليكيب (الفرنسية)
- جيرسون أسيفيدو على موقع ناشيونال فوتبول تيمز (الإنجليزية)
- جيرسون أسيفيدو على موقع Soccerbase.com (لاعب) (الإنجليزية)
- جيرسون أسيفيدو على موقع Soccerway.com (الإنجليزية)
- جيرسون أسيفيدو على موقع عالم كرة القدم.نت (الإنجليزية)
- جيرسون أسيفيدو على موقع كووورة
- جيرسون أسيفيدو على موقع AS.com (الإسبانية)